# 1.5 µm
1,5 µm (o 1500 nanometri) evoluzione del precedente processo a 3 µm è un processo produttivo della tecnologia dei semiconduttori con cui vengono prodotti i circuiti integrati a larghissima scala di integrazione (VLSI).
Questo processo fu introdotto intorno al 1982 dalle principali industrie di semiconduttori come Intel e IBM.
Il successore di questo processo utilizza una larghezza di canale di 1 µm.

## Processori realizzati con il processo 1,5 µm
- Intel 80286 CPU lanciato sul mercato nel 1982, fu realizzato con il processo 1,5 µm.

## Processori realizzati con processi intermedi
- Berkeley RISC fu realizzato nel 1982 con un'obsoleta ma economica tecnologia a 2 µm da una fonderia indipendente